# Sēngzhào
Sēngzhào (僧肇, anche Sengjiao Wade-Giles: Seng-chao; coreano: Seungjo, giapponese: Sōjō; Jingzhao, 374 – Chang'an, 414) è stato un monaco buddista e traduttore cinese.
Fu allievo di Kumārajīva e traduttore di testi dal sanscrito al cinese.
Conosciamo la sua vita grazie alla Biografia di monaci eminenti (cin. Gāosēng zhuàn, 高僧傳, giapp. Kōsō den, T.D. 2059, 50.330a-333a), composto in 14 fascicoli da Huìjiǎo (慧皎, 497-554) nel 519. Secondo tale fonte, Sēngzhào nacque a Jingzhao dove studiò gli autori classici daoisti, i particolar modo Zhuāng Zǐ (莊子) e Lǎozǐ (老子). Ma dopo aver letto il Vimalakīrti Nirdeśa sūtra (L'insegnamento di Vimalakīrti, 維摩經 Wéimó jīng, conservato nel Jīngjíbù) divenne dapprima uno studioso e poi un monaco buddista.
Giunto a Chang'an divenne discepolo di Kumārajīva collaborando attivamente alla traduzione dei testi buddisti dal sanscrito al cinese, arrivando a ricoprire il ruolo di capo dei discepoli del maestro indiano.
Sēngzhào non si limitò alla traduzione, ma fu lui stesso autore di quattro importanti trattati successivamente raccolti nello Zhàolùn (肇論, giapp. Chōron, Trattati di Sengzhao; T.D. 1858, 45.150c-161b), un approfondimento delle dottrine madhyamaka alla luce delle intuizioni daoiste.
Fu autore anche delle introduzioni al Vimalakīrti Nirdeśa sūtra e al Dīrghāgama (長阿含經, Cháng āhán jīng, conservato nello Āhánbù).
Secondo il  Gāosēng zhuàn morì a trent'anni a Chang-an, ma alcune cronache più tarde indicano che potrebbe essere stato giustiziato . Sēngzhào è tradizionalmente considerato il fondatore della scuola Sānlùn (三論宗, Sānlùn zōng) che si sviluppò nello stesso periodo, ma è attestato che egli non ebbe discepoli diretti.